# Keke Topp
Keke Maximilian Topp (* 25. März 2004 in Bremervörde) ist ein deutscher Fußballspieler. Der Stürmer wurde überwiegend bei Werder Bremen ausgebildet und steht dort nach drei Jahren beim FC Schalke 04 seit Juli 2024 wieder unter Vertrag.

## Karriere

### Verein

#### Anfänge
Topp wuchs in Gnarrenburg im niedersächsischen Landkreis Rotenburg (Wümme) auf und begann in der Saison 2009/10 im Alter von fünf Jahren bei den G-Junioren (U7) des TSV Gnarrenburg mit dem Fußballspielen. Einer seiner Trainer dort war Peter Schlesselmann, der die Anfänge Topps beim TSV mit den Worten kommentierte: „Bei Keke hat man schon früh gesehen, dass er ein ganz besonderer Spieler ist. Er hatte schon in jungen Jahren eine außergewöhnliche Schusstechnik, außerdem war er absolut fußballverrückt und war immer mit dem Ball unterwegs“. Topp zeigte gute Leistungen auch gegen Gegenspieler, die zwei Jahre älter waren. Bei einem Turnier im rund 40 Kilometer von Gnarrenburg entfernten Sittensen wurden Talentsichter auf ihn aufmerksam, und so wechselte Topp 2013 im Alter von neun Jahren in das Nachwuchsleistungszentrum von Werder Bremen.
Aufgrund seiner körperlichen Voraussetzungen zählte Topp in den Jugendmannschaften von Werder zu den robustesten Spielern – und vor allen Dingen wegen seines Ehrgeizes gehörte er zu den auffälligen Jugendspielern. 2020 zog er mit 16 Jahren in das Internat der Werderaner. In Bremen spielte der Stürmer zuletzt in der Saison 2020/21 mit den B1-Junioren (U17) in der B-Junioren-Bundesliga. Er erzielte in fünf Spielen fünf Tore, ehe die Saison aufgrund der COVID-19-Pandemie ab November 2020 nicht mehr fortgeführt werden konnte.

#### FC Schalke 04
Zur Saison 2021/22 wechselte Topp zu den A-Junioren (U19) des FC Schalke 04. Als Grund für seinen Wechsel in die „Knappenschmiede“ galt vor allem Norbert Elgert, der seit 1996 die A-Jugend des FC Schalke 04 als Trainer betreut. Nach 8 Spielen in der A-Junioren-Bundesliga, in denen ihm 3 Tore gelangen, debütierte der 17-Jährige, dessen Familie teils in Nordrhein-Westfalen lebt, am 4. Dezember 2021 bei einer 1:2-Niederlage gegen den FC St. Pauli in der 2. Bundesliga, als er in der Schlussphase eingewechselt wurde. Bei den Schalkern waren zuvor die etatmäßigen Stürmer Simon Terodde und Marius Bülter verletzungsbedingt ausgefallen. Im weiteren Saisonverlauf zählte Topp nicht mehr zur Profimannschaft, die als Zweitligameister den direkten Wiederaufstieg in die Bundesliga schaffte. Für die U19 kam er insgesamt 11-mal zum Einsatz und erzielte 4 Tore. Als Vizemeister der West-Staffel qualifizierte man sich für die Endrunde um die deutsche Meisterschaft, in der die Mannschaft im Halbfinale gegen Borussia Dortmund ausschied. Topp kam dabei in beiden Spielen zum Einsatz, blieb aber torlos. Mit seinem Team gewann er jedoch den U19-Westfalenpokal; beim 3:1-Finalsieg über erneut Borussia Dortmund gelang ihm ein Treffer.
In der Saison 2022/23, seiner letzten im Juniorenbereich, erzielte Topp für die U19 bis zur Winterpause in 11 Spielen 10 Tore. In der Wintervorbereitung durfte der Stürmer aufgrund des langfristigen Ausfalls von Sebastian Polter unter Thomas Reis mit den Profis trainieren. Beim ersten Bundesligaspiel nach der Winterpause zählte Topp zum Spieltagskader, wurde bei der 0:3-Niederlage gegen Eintracht Frankfurt jedoch nicht eingewechselt. Am 9. April 2023 debütierte er schließlich in der höchsten deutschen Spielklasse, als er bei einer 0:2-Niederlage gegen die TSG 1899 Hoffenheim in der Schlussphase eingewechselt wurde. Bis zum Saisonende folgten keine weiteren Kadernominierungen und die Profis stiegen erneut in die 2. Bundesliga ab. Für die U19 kam Topp insgesamt auf 15 Bundesligaspiele und 12 Tore. Im DFB-Pokal der Junioren erzielte der Stürmer in 5 Spielen 6 Tore, darunter eins im Finale, das Schalke gegen den 1. FC Köln verlor.
Zur Saison 2023/24 rückte Topp fest in die Profimannschaft auf. Unter Thomas Reis und dessen Nachfolger Karel Geraerts kam der Stürmer 25-mal in der Liga zum Einsatz, stand 11-mal in der Startelf und erzielte 5 Tore. Die Schalker befanden sich über die gesamte Saison im Abstiegskampf und konnten erst am 32. Spieltag, an dem Topp einen Doppelpack erzielte, den Klassenerhalt perfekt machen.

#### Rückkehr nach Bremen
Zur Saison 2024/25 kehrte Topp zu Werder Bremen zurück. Im ersten Saisonspiel im DFB-Pokal gegen den Drittligisten Energie Cottbus gelangen Topp drei Tore, mit denen er Werder den Einzug in die zweite Runde sicherte.

### Nationalmannschaft
Topp absolvierte im September 2019 unter Michael Prus zwei Spiele in der deutschen U16-Nationalmannschaft. Das zweite Spiel war quasi ein Heimspiel. Gegen Österreich erzielte er in Rotenburg/Wümme per Kopf sein erstes Tor im DFB Trikot. Am 21. September 2022 debütierte Topp für die U19-Nationalmannschaft, bei denen er unter Trainer Guido Streichsbier in 11 Spielen 7 Tore erzielen konnte. Im August 2024 wurde er für die U21-Nationalmannschaft nominiert.

## Titel
- Deutscher Zweitligameister und Aufstieg in die Bundesliga: 2022
- A-Junioren-Westfalenpokalsieger: 2022